# Casarano
Casarano é uma comuna italiana da região da Puglia, província de Lecce, com cerca de 20.358 habitantes. Estende-se por uma área de 38 km², tendo uma densidade populacional de 536 hab/km². Faz fronteira com Collepasso, Matino, Melissano, Ruffano, Supersano, Ugento.

## Demografia
| Variação demográfica do município entre 1861 e 2011                               |
|                                                                                   |
| Fonte: Istituto Nazionale di Statistica (ISTAT) - Elaboração gráfica da Wikipedia |